# Ș
Ș (hoofdletter: Ș, kleine letter: ș) (s-komma, s-virgule) is een letter uit het Roemeense alfabet, die de stemloze postalveolaire fricatief /ʃ/ (sj) weergeeft.
De letter moet niet worden verward met de Ş (s-cedille), die in het Turks, Azerbeidzjaans, Tataars, Koerdisch en Turkmeens wordt gebruikt.
In Unicode 3.0 werd de ș ingevoegd op verzoek van de Roemeense standaardisatieorganisatie, maar veel oudere computers hebben (nog) geen lettertypen die hiermee compatibel zijn. Om die reden wordt in Roemeense digitale teksten vaak de Ş (s-cedille) gebruikt in plaats van de ș. Windows XP ondersteunt de s-komma niet goed (latere Windows-versies wél), maar het is mogelijk om een update te installeren die deze letter toevoegt aan de XP-fonts Times New Roman, Arial, Trebuchet en Verdana.
De Unicode-codes voor Ș en ș zijn respectievelijk U+0218 en U+0219.